# Bakalauri
Bakalauri (nepalski: बकलौरी) – gaun wikas samiti we wschodniej części Nepalu w strefie Kośi w dystrykcie Sunsari. Według nepalskiego spisu powszechnego z 2001 roku liczył on 2587 gospodarstw domowych i 12915 mieszkańców (6654 kobiet i 6261 mężczyzn).